# N-Ribosylnicotinamide
Le N-ribosylnicotinamide, ou nicotinamide β-riboside, est un riboside converti par la ribosylnicotinamide kinase (EC 2.7.1.22) en nicotinamide adénine dinucléotide (NAD+) via le nicotinamide mononucléotide (NMN) :
ATP + N-ribosylnicotinamide → ADP + NMN.
Cette molécule a montré une certaine efficacité dans l'augmentation du métabolisme chez la souris, et elle est envisagée comme supplément alimentaire en cas de diabète, syndrome métabolique ou autre dysfonction liée à une activité mitochondriale amoindrie.
Elle améliore la régénération musculaire chez la souris âgée par stimulation des cellules souches et allonge leur durée de vie.